# Pernilla Berglund
Pernilla Berglund, född 22 juni 1982 i Umeå, är en svensk författare och poet. Berglund har också varit redaktör för tidskriften Provins. 

## Priser och utmärkelser
- 2013 – Nominerad till Borås tidnings debutantpris för diktsamlingen Tilltar
- 2013 – Umeå Skaparpris i kategorin Årets Text för Tilltar